# Sandy Hook (Wisconsin)
Sandy Hook es un lugar designado por el censo ubicado en el condado de Grant en el estado estadounidense de Wisconsin. En el Censo de 2010 tenía una población de 309 habitantes y una densidad poblacional de 85,34 personas por km².

## Geografía
Sandy Hook se encuentra ubicado en las coordenadas 42°32′48″N 90°37′0″O / 42.54667, -90.61667. Según la Oficina del Censo de los Estados Unidos, Sandy Hook tiene una superficie total de 3.62 km², de la cual 3.62 km² corresponden a tierra firme y (0%) 0 km² es agua.

## Demografía
Según el censo de 2010, había 309 personas residiendo en Sandy Hook. La densidad de población era de 85,34 hab./km². De los 309 habitantes, Sandy Hook estaba compuesto por el 98.71% blancos, el 0% eran afroamericanos, el 0% eran amerindios, el 0% eran asiáticos, el 0% eran isleños del Pacífico, el 1.29% eran de otras razas y el 0% pertenecían a dos o más razas. Del total de la población el 1.62% eran hispanos o latinos de cualquier raza.